# Râul Bazga
Râul Bazga este un curs de apă, afluent al râului Bohotin. 